# Kelsall
Kelsall är en ort och civil parish i Storbritannien.   Den ligger i kommunen Cheshire West and Chester i riksdelen England, i den södra delen av landet, 260 km nordväst om huvudstaden London. Kelsall ligger 85 meter över havet och antalet invånare är 2 413.
Terrängen runt Kelsall är platt. Runt Kelsall är det tätbefolkat, med 286 invånare per kvadratkilometer. Närmaste större samhälle är Chester, 12,1 km väster om Kelsall. Trakten runt Kelsall består i huvudsak av gräsmarker.